# Entre la mer et l'eau douce
Pour plus de détails, voir Fiche technique et Distribution.
Entre la mer et l’eau douce est un  film québécois, en noir et blanc, réalisé par Michel Brault, sorti en 1967.

## Synopsis
Inspiré de la vie du chansonnier et interprète principal du film Claude Gauthier, le récit est celui du parcours d’un jeune artiste qui quitte sa région. Parti de la Côte Nord, Claude Gauthier chemine dans la profession artistique, obtient du succès et finit par chanter à la Place des Arts à Montréal.

## Fiche technique
- Titre : Entre la mer et l'eau douce
- Titres anglophone : Drifting Upstream, Between Salt and Sweet Water
- Réalisation : Michel Brault
- Scénario : Denys Arcand, Michel Brault, Marcel Dubé, Gérald Godin et Claude Jutra
- Photographie : Michel Brault, Bernard Gosselin et Jean-Claude Labrecque
- Montage : Michel Brault et Werner Nold
- Musique originale : Claude Gauthier
- Production: Pierre Patry
- Société de production : Coopératio
- Budget : $116 000
- Pays d'origine : Canada
- Format : Noir et Blanc
- Langue : Français
- Genre : Drame
- Durée : 85 minutes
- Date de sortie : 12 août 1967

## Distribution
- Claude Gauthier : Claude Tremblay
- Geneviève Bujold : Geneviève
- Paul Gauthier : Roger Tremblay
- Denise Bombardier : Denyse
- Robert Charlebois : Ti-Paul
- Louise Latraverse : Aude, la sœur de Claude
- Gérald Godin : Steve
- Reggie Chartrand : Réginald
- George Caron : Le trouble-fête au restaurant
- Ronald Jones
- Tamara Jourdan : Madame Dumont
- Pauline Julien : Elle-même
- Suzanne Valéry : Prostituée
- Capt Réjean Desgagnés : Lui même ainsi que l'équipage de la goélette MONT-LAURIER

## Tournage
Le tournage a eu lieu du 27 octobre 1965 au 11 décembre 1966. La goélette Mont-Laurier (et son équipage) a été utilisée pour la partie du tournage sur le fleuve Saint-Laurent. Certaines scènes ont été tournées à Pointe des Orignaux (Rivière Ouelle), Saint-Irénée et Saint-Joseph-de-la-Rive.

## Distinctions
Le film a été présenté à la Quinzaine des réalisateurs, en sélection parallèle du festival de Cannes 1969.
Le film a remporté le Prix spécial du juré à Montréal en 1967.[réf. souhaitée]